# Olga Xirinacs
Pour les articles homonymes, voir Xirinacs.
Olga Xirinacs Díaz (Tarragone, Catalogne, 1936) est une femme de lettres espagnole en langue catalane et castillane. 

## Éléments biographiques
Passionnée par les arts et la musique tout autant que par la littérature, elle obtient un diplôme de piano au Conservatoire de Valence. Professeur de piano, elle participe à des projets culturels, anime des associations scoutes, et est élue présidente, en 1975, de l'Òmnium Cultural, une organisation s'employant à réhabiliter la langue et la culture catalanes, bannies au plus fort du régime franquiste,. Concomitamment, elle est très active au sein d'un groupe littéraire et poétique, Espiadimonis, créé également en 1975.
En 1976, elle publie ses premiers poèmes dans la collection La dotzena de frares. Elle reçoit un prix aux jeux floraux de Lausanne en cette même année 1976, le Flor natural de la langue catalane. Puis le prix Viola en 1977 à Munich. Elle est avec Mercè Rodoreda une des rares femme honorée du titre de Maître en Gai Savoir des Jeux Floraux de Barcelone (en 1978). Dans les années 1980, elle publie outre des poèmes, des œuvres en prose : des romans, des essais et des contes, y compris pour enfants.
Plusieurs de ses ouvrages sont par la suite récompensés par d'autres prix de la littérature en langue catalane : Interior amb difunts (Intérieur avec défunts) Prix Josep Pla en 1982, Al meu cap una llosa (Dans ma tête une dalle) Prix Sant Jordi en 1984, et Prix Serra d'Or de la critique pour les romans en 1986, Zona marítima (Zone maritime) Prix Ramon Llull en 1986, Llavis que dansen (Lèvres qui dansent) Prix Carles Riba en 1987, Marina (Paysage marin) Prix Serra d'Or de la crittique pour la littérature enfantine, Enterraments Lleugers (enterrements légers) Prix Sant Joan Prize en 1990, Sense malícia (Sans Malice) Prix de la cité de Palma en  1994, Un cadàver per sopar (Un cadavre pour dîner) Prix de la cité de Badalona de la littérature enfantine en 2000, etc.... En 1990, la Généralité de la Catalogne lui accorde le Creu de Sant Jordi.
Elle a collaboré à plusieurs périodiques : La Vanguardia, Avui, Diari de Tarragona, El Correo Catalán, El Observado, etc... Elle a également enseigné, notamment à l'Université Pompeu Fabra, de Barcelone.

## Honneurs
Une école à Tarragone porte son nom: "Escola Olga Xirinacs"

## Œuvres en prose
- Música de cambra. Barcelone 1982.
- Intérieur amb difunts. Prix Josep Pla 1982. Barcelone 1983.
- La mostela africain i altres contes.  Barcelone 1985.
- Au meu cap une llosa.  Prix San Jordi 1984. Barcelone 1985.
- Zona maritima. Prix de Novela Ramon Llull 1986. Barcelone 1986.
- Relats de mort i altres matèries.  Barcelone 1988.
- Mer de fons. Barcelone: Édition Planète 1988.
- Tempesta D'hivern. Barcelone 1990.
- Enterraments lleugers. Prix San Joan 1990. Barcelone 1991.
- Cerimònia Privée.  Barcelone 1993.
- Josep Sale. Tarragone 1993.
- Sense malícia.  Prix Ciudad de Palma de Novela1993. Barcelone 1993
- Sucant el melindro.  Barcelone 1996.
- La Via Augusta. Vint pobles fan le Tarragonès. De Llevant a Ponent.  Barcelone 1997.
- Viatge D'aigua. Un passeig per la Costa Daurada.  Barcelone 1999.
- La tarda a Venècia. Barcelone 1999.
- L'home que mossegava les dones Barcelone 2000.
- Pavana per un tauró.  Barcelone 2001.
- Ne jugueu al cementiri. Prix Série Noire du Roman 2001. Barcelone 2002.
- Els 7 pecats capitals. La peresa – erótica- . Barcelone 2002.
- Setmana de difunts . Barcelone 2003
- Le viatge. Dietari 1986-1990 . Barcelone 2004
- El Hijo del tejedor. Barcelone 2006.
- Trens (Trains). Barcelone 2006.
- El balcon de los suicidas. Barcelone 2007.
- Los viajes de Horacio Andersen. Tarragone 2008.
- El maestro de nubes. Badalona 2008.

## Poésies
- Botons de tiges grises. Barcelone 1977.
- Clau De blau (Tarraconis vrit amour). Tarragone 1978.
- Llençol de noces. Barcelone 1979.
- Tramada. Ouvrage collectif avec le groupe Espiadimonis. Tarragone 1980.
- Preparo el te sota palmeres roges. Prix Caravel·la 1980. Barcelone 1981.
- Versifonies. Ouvrage collectif avec le groupe Espiadimonis Tarragone 1987.
- Llavis Que dansen. Barcelone 1987.
- La pluja sobre els palaus. Barcelone 1990.
- La muralla. Barcelone 1993.
- Mansardes. Ouvrage collectif avec le groupe Espiadimonis Tarragone 1997.
- Grills de mandarina. Lleida 2004.
- El sol a les vinyes/El sol en los viñedos. Il vangelo, Pasolini in memoriam. Édition bilingue. Barcelone 2005
- Eterna. Édition bilingue. Barcelone 2006
- La Casona en el parque. Barcelone 2007

## Littérature enfantine
- Marina. Illustrations d'Asun Balzola. Barcelone 1986.
- Patates fregides. Illustrations de Carme Solé. Barcelone 1994.
- Sóc un arbre. Illustrations de Asun Balzola. Barcelone 1994.
- El far delcapità. Illustrations de Carme Solé. Barcelone 1994.
- Xocolata.  Barcelone 1994.
- El meu pare és capità..  Illustrations de Gemma Sales. Barcelone 1995.
- Final d'estiu. Barcelone 1996.
- Wendy torna a volar. Barcelone 1996.
- El vol de Dràcula. Illustrations de Francesc Infante. Barcelone 1996.
- Mòmies.  Barcelone 1996.
- Triangles mortals o la sala dels difunts. Illustrations de Mercè Canals. Barcelone 1998.
- Marina / Cavall de mar. Illustrations de Asun Balzola. Barcelone 1998.
- La núvia adormida. Barcelone 1998.
- La Vache Xoriça. Illustrations de Laia Soler l'habitude de. Barcelone 1998.
- Un cadàver per sopar. Prix Ciutat de Badalona de Narrativa Juvenil 2000. Barcelone 2000.
- L'escrivent de làpides.  Barcelone 2002.
- Aprende el abecedario con adivinanzas. Barcelone 2007.

## Participation
- Jo sóc aquell que em dic Gerard, Terres de l'Ebre, Édition Petròpolis, 2010.